# Вал Чингісхана
Вал Чингісхана  (монг. Чингис хааны далан) — пам'ятка археології, давня фортифікаційна споруда, що складається з вала, рову і системи городищ, що простягнулося на 700 км по територіях Монголії, Росії та Китаю . Сучасна висота валу становить до 1,5 метрів, ширина — до 15 метрів. З північного боку збереглися сліди рову, що вказує на напрям лінії оборони. Територією Росії проходить в районі селища Забайкальськ, рудника Абагайтуй і села Кайластуй. Вал пов'язує 9 городищ, які розташовані на відстані 15 — 30 км. На китайській стороні вал прямує паралельно річці Аргунь.
Вал був споруджений за кілька століть до життя Чингісхана.

## Вивчення вала
В 1735 описаний Герхардом Міллером, який визначив його як кордон між різними народами. Міллер відзначав, що тунгуси та монголи називають його Керім (так само вони називали Китайську стіну та інші укріплення). В 1864 році Петро Кропоткін, прямуючі від Старо-Цурухайтуйского варти через територію Маньчжурії до Благовєщенська, дав опис вала і провів розкопки в Ханкулато-Хото на території так званого «Чингіз-ханова городища». Надалі багато російських мандрівників відвідували вал і супутні йому містечка. В 1915 році вал на ділянці від гирла річки Ган до села Олочі на річці Аргунь оглянув Сергій Широкогоров і його супутники. Вони наголошували на тому, що місцеве населення пов'язує вал з ім'ям засновника Монгольської імперії або з ім'ям відомого князя Гантімурова, а черепиця, кам'яні плити і статуї з містечка за 6 км від гирла річки Ган використані для прикраси церкви в селі Новий Цурухайтуй. У другій половині 1920-х років вал вивчався Володимиром Кормазовим, в 1930-х роках — Володимиром Поносовим, який вперше визначив вал як прикордонний рубіж епохи киданів (імперія Ляо). З 1970-х років маньчжурська ділянку вала з городищами вивчається китайськими дослідниками. Зіставляючи археологічні дані з відомостями історичних джерел, вони прийшли до висновку, що створення фортифікаційних споруд пов'язано з обороною північно-західних меж імперії киданів від нападів племен угу, юйцзюе, шивей та північних цзубу. Необхідність в цьому назріла за часів правління імператорів Шен-цзун та Сін-цзун. В 1994 році охоронні розкопки вала в районі смт Забайкальськ проводили читинські археологи.